# Zinzan Brooke
Zinzan Valentine Brooke (Waiuku, 14 de fevereiro de 1965) é um ex-jogador neozelandês de rugby union que atuava na posição de oitavo.
Na virada da década de 1980 para a de 1990, era considerado um jogador do mais alto nível. Possuía o talento único de ser um forward ágil e com habilidade para chutar. Jogou por dez anos, entre 1987 e 1997, pela Seleção Neozelandesa de Rugby, tradicionalmente a mais poderosa deste esporte  e pela qual marcou 17 tries, o que na época foi um recorde mundial.
Integrou o elenco campeão da primeira Copa do Mundo de Rugby, realizada na própria Nova Zelândia, em 1987, mas era reserva de Wayne Shelford. Foi a partir de 1990 que ele se firmou na titularidade, sendo um dos principais nomes da geração dos anos 1990 dos All Blacks, considerada uma dos melhores times da história entre todos os esportes  mesmo com a falta de um título mundial; na Copa de 1995, os neozelandeses chegaram à final com grandes goleadas, como os 145 a 17 no Japão, além da liderança em pontos, tries, conversões e drop goals. Brooke foi um integrante vital dos neozelandeses naquele mundial e no de 1991.
Ele parou de jogar em 2001, no clube inglês Harlequins. Foi eleito um dos dezesseis melhores jogadores que passaram pelo Barbarians, clube que consiste virtualmente em uma "seleção do mundo", utilizado somente para amistosos, frequentemente com fortes seleções nacionais.